# Acalypha allenii
Acalypha allenii é uma espécie de flor do gênero Acalypha, pertencente à família Euphorbiaceae.